# L'Uomo Ragno sfida il Drago
L'Uomo Ragno sfida il Drago (Spider-Man: The Dragon's Challenge) è un film del 1981, diretto da Don McDougall, con protagonista Nicholas Hammond. Basato sui fumetti della Marvel Comics creati nel 1962 da Stan Lee e Steve Ditko.
Negli U.S.A. è composto dagli ultimi due episodi della serie TV The Amazing Spider-Man (inedita in Italia) dal titolo The Chinese Web Part 1 & 2.

## Trama
Il ministro cinese Min Lo Chan, a capo del Ministero per lo Sviluppo Industriale nel suo paese, si reca a New York; ufficialmente l'uomo viene a trovare la figlia Emily che vive lì, ma il suo scopo segreto è un altro; durante la guerra, egli venne avvicinato da 3 marines americani che gli chiesero di rivelare segreti importanti sul leader cinese Mao Zedong, ma l'uomo rifiutò; ora però le autorità del suo paese stanno per aprire una inchiesta sui fatti, e se non potrà dimostrare la sua innocenza finirà nei guai. Per questo chiede aiuto all'ex compagno di college J. Jonah Jameson pregandolo di ritrovare discretamente almeno uno dei tre e farsi rilasciare una testimonianza che lo scagioni; Jameson incarica il fotografo Peter Parker di occuparsi del caso con la massima cautela, perché qualcuno desidera che il ministro Chan sia condannato.
Uno di costoro è l'industriale Zeider, un affarista britannico di Hong Kong, che concorre all'appalto per la costruzione in Cina di una centrale energetica da 1000000000 $, di cui Min deve decidere l'assegnazione; il ministro vorrebbe darlo ad un rivale, quindi Zeider sta cercando di farlo rimuovere per avvicinare il suo successore; il suo uomo Clyde Evans viene incaricato di eliminare Min o impedire che trovi i testimoni, ma i suoi tentativi sono sventati più volte da Peter nel costume dell'Uomo Ragno. Intanto il giovane fotografo riesce dopo molte ricerche a trovare l'ultimo dei 3 presenti, il professor Dent, che dà la sua disponibilità a discolpare il ministro Min; Min torna ad Hong Kong per l'udienza con Dent, Emily e Peter al seguito, ma Xeider riesce a rapire il professore per zittirlo; l'Uomo Ragno interviene a liberare Dent e cattura Zeider, riuscendo a provare l'innocenza di Min.